# Szűcs Ferenc (református lelkész)
Szűcs Ferenc (Őrszentmiklós [ma Őrbottyán része], 1942. szeptember 29. – 2020. november 23.) református lelkész, teológiai doktor, a Károli Gáspár Református Egyetem Hittudományi Karának tanára 1980-tól.

## Életpályája
Őrszentmiklóson született. Középiskolai tanulmányait Vácott végezte el. Ezt követően a Budapesti Református Theologiai Akadémián tanult teológiát 1960–1965 között. 1965–1987 között segédlelkészként, később helyettes lelkészként szolgált több településen (Fót (1965–1970), Érdliget (1970–1973), Pomáz (1973–1974)). 1969–1970 között az Edinburgh-i Egyetem Teológiai Fakultásán tanult ösztöndíjasként. 1974–1987 között Pomázon volt lelkipásztor. 1980–1985 között megbízott előadóként tanított a Budapesti Református Theologiai Akadémián. 1986–1988 között a dékán tisztséget is viselte. 1985-ben itt szerzett teológiai doktorátust Az imago Dei értelmezése a Barth-i és a Barth utáni teológiában címmel. Ezt 1998-ban PhD-vá minősítették át. 2004-ben rektorhelyettese, majd 2008-ig rektora volt a Theológiai Akadémia jogutód Károli Gáspár Református Egyetemnek.

## Művei
- Dogmatikai prolegomena, Budapest 1991
- Teológiai Etika, Budapest 1993
- Hitvallásismeret, Budapest, 1996
- Etika Tanári Kézikönyv és Feladatlapok, Hittan 12., Budapest, 1997
- Tükör által... Válogatott tanulmányok, Budapest, 2004
- Igenek és nemek, Huszonegy igehirdetés, Budapest, 2010
- „...mint tyúk a kiscsirkéit...”. Nehézy Károly élete és szolgálata, Budapest, 2012
- Kálvin olvasása közben. Válogatott tanulmányok, Budapest, 2016
- Titkok peremén, Igehirdetések, Budapest, 2017
- Összhang, Beszélgetések az Apostoli Hitvallásról (Fekete Ágnes – Szűcs Ferenc), Budapest, 2017

## Díjai
- Károli Gáspár-díj (2001)